# Пенелопа бразильська
Пенелопа бразильська (Penelope ochrogaster) — вид куроподібних птахів родини краксових (Cracidae).

## Поширення
Ендемік Бразилії. Мешкає в серрадо і північному пантаналі.